# Visa d'entrée et de séjour en France
En France, le visa est un document délivré par les autorités françaises qui est apposé sur le passeport et qui permet à un étranger d'entrer sur le territoire français.

## Chronologie factuelle de l'histoire du visa d'entrée en France
L'histoire du visa d'entrée est liée à celle du passeport, document de voyage sur lequel est apposé le visa.

### De la Révolution au Second Empire
En décembre 1791, la crainte d'une invasion pour faire échec à la Révolution française conduit le département frontalier du Nord à imposer aux étrangers entrant dans une ville ou un village de se présenter devant les autorités pour que leur passeport soit vérifié. Le 17 décembre de la même année, un arrêté est pris par le directoire du département du Nord prévoyant le recensement des étrangers.
L'année suivante, sort le décret du 1er février 1792 sur les passeports, suivi le 23 messidor an III (11 juillet 1795 d'un décret qui impose aux étrangers arrivant en France de déposer leur passeport à l'autorité municipale, afin qu'il soit transmis au Comité de la sécurité générale pour visa. En échange, et dans l'attente du retour de leur passeport, les autorités municipales leur remettent une « carte de sûreté ». Il s'agit probablement du premier document français spécifique prévu pour identifier un étranger.
Le 4 nivôse an V (24 décembre 1796), un arrêté du Directoire exécutif exige que des copies conformes des passeports soient expédiées au procureur et au commissaire du Directoire du tribunal départemental. En 1797, après le Coup d'État du 18 fructidor an V de Barras, les contrôles sont renforcés et les étrangers non-résidents sont contraints de se présenter à l'autorité départementale et copie de leur passeport est transmise à la fois au ministère des Affaires étrangères et à celui de la Police générale
En 1816, l’administration française recommandait aux autorités locales de prendre des mesures de précaution en exigeant des migrants les papiers indispensables tels que passeports et certificats d’origine. La même année, les Belges arrivant en France doivent être en possession des documents exigés par les autorités françaises pour permettre leur admission en France et leur droit au séjour. Les municipalités délivrent des passeports provisoires en échange de leurs passeports primitifs.
Le 22 juin 1819, une circulaire ministérielle précisait qu'un passeport est « un acte de reconnaissance qui, attestant la qualité du porteur, certifie implicitement qu’au moment où il a quitté sa résidence habituelle, il n’était prévenu d’aucun crime, délit ou contravention dénoncé à l’autorité. ». L'année suivante, une autre circulaire précisait qu'un « étranger n’est légalement domicilié en France que lorsqu’il a été autorisé par le Gouvernement à y établir son domicile; tant que cette formalité n’a pas été remplie, son domicile n’est que toléré, et s’il donne à l’administration des sujets de plainte ou d’inquiétude, elle a le droit de l’expulser ».
En 1833, une ordonnance royale autorise les consuls « dans tous les cas où les lois et usages du pays dans lequel ils sont établis n’y font pas obstacle, à délivrer des passe-ports pour la France aux étrangers qui leur en demanderont » (art. 4) et à viser « les passe-ports délivrés pour la France à des sujets étrangers, par des autorités étrangères, lorsque ces passe-ports leur paraîtront expédiés dans les formes régulières » (art. 5).
Après la Révolution de 1848, l'administration française exige des ouvriers belges la présentation d'un passeport, d'un livret d’ouvrier muni d’un visa consulaire et d'un certificat attestant des moyens d’existence. Une loi du 3 décembre 1849 réserve le droit d’expulsion au ministre de l’Intérieur ainsi qu’aux préfets des départements frontières et qui contraint l’étranger à déclarer dans les 3 jours son arrivée en France afin d’obtenir du préfet un permis de séjour. En outre, dans les villes manufacturières du nord de la France, il était exigé la présentation du livret belge avec ou sans le visa consulaire et, en échange, il était délivré un livret français qu’ils faisaient viser pour l’intérieur.
Le 8 septembre 1851, un arrêté ministériel précise les conditions de l’autorisation de résidence pour les étrangers. L'année suivante, une convention franco-belge prévoit que les ouvriers belges peuvent être admis sur simple présentation d’un livret revêtu du visa consulaire. Ainsi, jusqu'en 1858, il y a de grandes facilités de passage des ouvriers de Belgique en France puisque le livret est conservé par l’employeur et que le retour se fait avec simple autorisation de l’ingénieur, visée par le maire.
En 1858, à la suite de l'attentat perpétré par Felice Orsini le 14 janvier, contre Napoléon III, les étrangers doivent détenir un livret qui doit être visé, en cas de retour en France, par le Consul français (coût: 2,50 francs et longues démarches). Ensuite, le livret d'ouvrier tombe en désuétude en France et les procédures varient selon les municipalités.

### Sous la Troisième République
Le 28 avril 1871 voit le rétablissement général du régime des passeports. Toutefois, en 1874, une circulaire prévoit que les ressortissants anglais, belges, hollandais, allemands, suisses, italiens et nord-américains sont admis sans passeport par tous les ports et les frontières terrestres, sauf celle d'Espagne. Les étrangers de toute nationalité peuvent entrer librement en France par les ports de la Manche et par la frontière belge. En revanche, un passeport reste exigé des étrangers en transit pour la Russie, la Perse, la Turquie, Haïti et pour tous les pays non exemptés de passeport.
En 1885, des dispositions spéciales s'appliquent pour les personnes se déplaçant à Berlin pour lesquels le passeport est obligatoire.
Le 2 octobre 1888, un décret rend obligatoire pour les étrangers de déclarer leur domicile à la mairie dans les 15 jours de leur arrivée, sauf pour les saisonniers. Par la suite, une loi du 8 août 1893 prévoit l'immatriculation obligatoire des ouvriers étrangers par la commune du lieu de résidence ou de l’emploi sous la responsabilité conjointe de l’intéressé et de son employeur. Un récépissé leur est remis après versement d’un droit de 2,30 francs, récépissé nécessaire pour occuper un emploi.
En 1917, un décret du 2 avril rend obligatoire la carte d’identité. Puis, en 1920, une carte d'identité d'étranger (carte verte) est rendue obligatoire et le droit d’immatriculation des étrangers est porté de 2,30 à 8,80 francs.
En 1923, la carte d'identité n’est plus exigée des frontaliers belges et, le 24 décembre 1924, un traité franco-belge pose le principe d’une concertation entre les 2 gouvernements pour la réglementation des mouvements frontaliers. Il est suivi, le 4 juillet 1928, par un accord franco-belge qui institue la « carte frontalière » délivrée par la mairie de la commune du domicile et qui est visée pour 2 ans par l'Office Public de Placement
Le 12 août 1932, une loi subordonne l'emploi des étrangers à autorisation ministérielle et instaure l'obligation de demander une carte de résident et une carte de travail.

### De 1945 à nos jours
Le 2 novembre 1945, une ordonnance mentionne le visa parmi les documents nécessaires pour entrer en France, sous réserve des conventions internationales en vigueur. Par la suite, divers accords conclus notamment avec la Nouvelle-Zélande (1947), les États-Unis (1949), le Canada (1950) et le Japon (1955), suppriment l’obligation du visa pour un court séjour.
Le 13 décembre 1957, sous l’égide du Conseil de l'Europe, est signé l’accord européen sur le régime de la circulation des personnes par lequel chaque partie contractante dispense du visa les ressortissants des autres parties contractantes entrant sur son territoire pour y effectuer des séjours inférieurs ou égaux à trois mois sous le couvert de l’un des documents énumérés dans une annexe de l’accord. Sont exclus du bénéfice de cette disposition les séjours en vue d’y exercer une « activité lucrative ». Cet accord entre en vigueur le 1er janvier 1958 entre les six États qui constituaient alors la Communauté européenne (France, Belgique, Allemagne, Italie, Luxembourg, Pays-Bas) et la Grèce. Il sera étendu par la suite à l'Autriche (1958), la Turquie (1961), la Suisse (1967), Malte (1968), l'Espagne (1982), et le Portugal (1984).
En septembre 1980, la France, comme toutes les autres Parties contractantes à l'accord européen sur le régime de la circulation des personnes, rétablit l’obligation du visa pour les ressortissants turcs, mettant en avant des raisons relatives à l’« ordre public ».
Le 9 septembre 1986, une loi pose le principe de la non motivation des décisions de refus de visa. Le même mois, à la suite d'une vague d’attentats à Paris, le gouvernement Chirac suspend tous les accords de dispense du visa d'entrée et rétablit, par avis publié au Journal Officiel et un échange de lettres avec l’Algérie, l’obligation du visa d’entrée pour les ressortissants de la totalité des États du monde, à l’exception de ceux de la Communauté européenne et de la Suisse, du Liechtenstein, de Monaco, de Saint-Marin et du Saint-Siège. L’accord européen sur le régime de circulation des personnes entre les pays membres du Conseil de l’Europe et celui relatif à la suppression du visa pour les réfugiés sont suspendus par la France. Outre le visa d'entrée, la France impose un visa de sortie que les étrangers résidant en France doivent demander pour voyager. Le Gisti attaque en justice cette circulaire non publiée du 28 novembre 1986, et gagne le 22 mai 1992 devant le Conseil d'État.
Finalement, en décembre 1988 la France notifie au Conseil de l'Europe qu’elle rétablit l’accord de dispense de visa en faveur des ressortissants de l’Autriche, de Chypre, de l’Islande, de Malte, de la Norvège, de la Suède et de la Finlande.
En 1993, une loi du 24 août dite loi Pasqua est promulguée par le gouvernement Balladur et durcit encore les conditions d'entrée et de séjour des étrangers en France par rapport à la loi de 1986. Une circulaire du 8 février 1994, prise en application de la loi du 24 août 1993, rétablit des visas de retour pour les étrangers résidant légalement en France et partis en voyage. Attaqué en justice par le Gisti, l'État perd devant le Conseil d'État le 21 avril 1997.
Le 26 mars 1995, la convention d’application de l’accord de Schengen entre en vigueur. La France, les 3 États du Benelux, l’Allemagne, l’Espagne et le Portugal, créés un « espace de libre circulation » entre certains États membres de l’Union européenne, sans contrôle obligatoire aux frontières intérieures entre ces États.
En 2003, la loi du 26 novembre 2003 relative à la maîtrise de l'immigration (dite loi Sarkozy), créée un fichier composé des empreintes digitales et de la photo des demandeurs de visas.
Depuis le 21 décembre 2007, un certain nombre d'États (Estonie, Lituanie, Lettonie, Pologne, Slovaquie, République tchèque, Slovénie et Malte) délivrent des visas Schengen dont les titulaires peuvent entrer sur leur territoire.

## Base juridique
La base juridique est composée :
- d'accords multilatéraux universels
- d'accords multilatéraux régionaux
- d'accords bilatéraux
- de textes de droit interne: notamment le Code de l'entrée et du séjour des étrangers et du droit d'asile (CESEDA) et des textes autonomes (décret sur la compétence des consuls et décret sur les droits de chancellerie).

En ce qui concerne les visas, les textes distinguent plusieurs territoires:
- l'ensemble du territoire sous souveraineté française : auquel s'appliquent notamment les décrets autonomes sur la compétence des consuls et sur les droits de chancellerie
- les départements (y inclus les départements d'outre mer) auxquels s'applique le CESEDA
- les collectivités françaises d'outre mer auxquelles s'appliquent des textes spécifiques
- le territoire européen de la France auquel s'applique l'« acquis Schengen ».

## Typologie des visas
Les visas délivrés par les autorités diplomatiques et consulaires françaises dépendent :
- du type de passeport : diplomatique, de service, spécial ou « ordinaire ».
- du territoire pour lequel l'entrée est sollicité : territoire européen de la France (inclus dans l'espace Schengen), un département d'outre mer, une collectivité française d'outre mer.
- de la durée du séjour : « court séjour » pour une durée inférieure ou égale à 3 mois, « de long séjour » pour une durée supérieure à 3 mois et, à titre exceptionnel, « de long séjour temporaire » pour une durée comprise entre 3 et 6 mois.

## Visas Schengen (moins de 6 mois sur le territoire européen de la France)
Les visas délivrés pour séjourner moins de 6 mois sur le territoire européen de la France sont régis par l'acquis Schengen.
L'acquis Schengen est constitué par l'accord de Schengen, la convention d'application de l'accord de Schengen et par un ensemble de textes (décisions de l'ancien Comité exécutif, décisions du Conseil, règlements, etc).
L'« acquis Schengen » distingue :
- les règles relatives aux passeports diplomatiques et de service des autres passeports (ordinaires)
- plusieurs catégories de visa : le visa de transit aéroportuaire, le visa de transit, le visa de court séjour
- et cite deux catégories de visa national : visa de long séjour, visa de retour.

## Visas dits «de long séjour»

### Base juridique

#### Droit communautaire européen
La Convention d’application de l’accord de Schengen (CAAS) et les Instructions consulaires communes contiennent les dispositions suivantes : « les visas pour un séjour de plus de trois mois sont des visas nationaux délivrés par l’une des Parties Contractantes selon sa propre législation. Un tel visa permet à son titulaire de transiter par le territoire des autres Parties Contractantes en vue de se rendre sur le territoire de la Partie Contractante qui a délivré le visa, sauf s’il ne satisfait pas aux conditions d’entrée visées à l’article 5, paragraphe 1, points a), d) et e), ou s’il figure sur la liste de signalement nationale de la Partie Contractante par le territoire de laquelle le transit est souhaité » (art. 18).

#### Droit interne français
Article L.311-1 du CESEDA : « Sous réserve des dispositions de l'article L. 121-1 [relatives aux citoyens de l'Union européenne, aux ressortissants d'un autre État partie à l'accord sur l'Espace économique européen ou de la Confédération suisse] ou des stipulations d'un accord international, tout étranger âgé de plus de dix-huit ans qui souhaite séjourner en France doit, après l'expiration d'un délai de trois mois depuis son entrée en France, être muni d'une carte de séjour. »
Article R.311-2 du CESEDA : « La demande [de carte de séjour] est présentée par l'intéressé dans les deux mois de son entrée en France ».
Article R.311-3 du CESEDA : « Sont dispensés de souscrire une demande de carte de séjour :
- […]
- 2º Les étrangers séjournant en France pendant une durée maximale de trois mois sous le couvert de leur document de voyage revêtu, le cas échéant, d'un visa ;
- 3º Les étrangers séjournant en France sous couvert d'un visa d'une durée supérieure à trois mois et inférieure ou égale à six mois comportant la mention « dispense temporaire de carte de séjour », pendant la durée de validité de ce visa. »
Article L.311-7 du CESEDA : « Sous réserve des engagements internationaux de la France et des exceptions prévues par les dispositions législatives du présent code, l'octroi de la carte de séjour temporaire et celui de la carte de séjour « compétences et talents » sont subordonnés à la production par l'étranger d'un visa pour un séjour d'une durée supérieure à trois mois. »

### Principes

#### Les étrangers majeurs (plus de 18 ans)
Le visa dit « de long séjour » permet à son titulaire de solliciter, dans les deux mois suivant son entrée en France (cette entrée doit être effectuée pendant la durée de validité d'utilisation du visa, à savoir 3 mois), une carte de séjour auprès de l'autorité préfectorale compétente du lieu de résidence de l'étranger. Ces visas portent la mention « carte de séjour à solliciter dans les deux mois suivant l'arrivée », afin de rappeler cette obligation règlementaire.
Chaque visa de long séjour est lié à une catégorie de carte de séjour mentionnée dans le CESEDA (code des étrangers). La plupart des vignettes de visa de long séjour mentionnent d'ailleurs, dans la rubrique « Commentaires », l'article du CESEDA correspondant à un cas de délivrance d'une carte de séjour.

#### Les étrangers mineurs (moins de 18 ans)
Les autorités françaises ne délivrent pas de carte de séjour aux étrangers mineurs, à l’exception de ceux qui, âgés de 16 à 18 ans, exercent une activité professionnelle.
Le visa dit « de long séjour » permet à son titulaire de résider en France conformément aux indications portées sur la vignette visa.
Pour pouvoir justifier de la régularité de leur séjour en France, les mineurs peuvent demander à la préfecture de leur lieu de résidence en France un « Document de Circulation pour Étranger Mineur » (DCEM). Le mineur titulaire d’un DCEM et d’un passeport individuel peut entrer en France sans visa. Le DCEM permet donc d’éviter à un mineur de devoir solliciter un visa de retour en France si, par exemple, il rentre dans son pays d'origine pour y passer ses vacances scolaires.

#### Le visa de long séjour temporaire
À titre dérogatoire, le visa de long séjour temporaire autorise un séjour en France de 6 mois en dispensant son titulaire de l'obligation de la carte de séjour. Le visa de long séjour temporaire n'est pas inscrit à l'annexe 4 des instructions consulaires communes et n'autorise pas son titulaire à se déplacer sans visa sur le territoire des autres États Schengen.

### Visas de long séjour par catégorie
Il y a autant de catégories de visas de long séjour qu'il y a de catégories de carte de séjour. Il appartient au demandeur de visa de solliciter le visa correspondant à sa situation personnelle et au motif de son séjour en France: par exemple, séjourner en France pendant une période de plus de 3 mois en qualité d'ascendant à charge du conjoint étranger d'un ressortissant français.

#### Conjoints de ressortissants français

##### Textes
- Gratuité des frais de dossier :

Décret du 13 août 1981, modifié par le décret no 98-839, point A de la rubrique III de la première partie du tarif annexé : « gratuité [ ] 9° au conjoint d'un ressortissant français, pour la délivrance d'un visa de passeport étranger ».
- Délais de traitement :

Article L. 211-2-1 du CESEDA : « les autorités diplomatiques et consulaires sont tenues de statuer sur la demande de visa de long séjour formée par le conjoint de Français dans les meilleurs délais ».
- Motifs de refus :

Article L. 211-2-1 du CESEDA « le visa mentionné à l'article L. 311-7 [visa pour un séjour d'une durée supérieure à trois mois] ne peut être refusé à un conjoint étranger qu’en cas de fraude, d’annulation du mariage ou de menace à l’ordre public »
- Communication du motif de refus :

Article L. 211-2 du CESEDA : « Par dérogation aux dispositions de la loi n° 79-587 du 11 juillet 1979 relative à la motivation des actes administratifs et à l'amélioration des relations entre l'administration et le public, les décisions de refus de visa d'entrée en France, prises par les autorités diplomatiques ou consulaires, ne sont pas motivées sauf dans les cas où le visa est refusé à un étranger appartenant à l'une des catégories suivantes et sous réserve de considérations tenant à la sûreté de l'État : [ ] 2º Conjoints [ ] de ressortissants français ».
- Dispense de justificatifs pour entrer par la France :

Article R. 212-1 du CESEDA : « sont dispensés de présenter les documents prévus à l'article R. 211-3 et aux sections 3 et 4 du chapitre Ier du présent titre [ ] 6º L'étranger titulaire d'un visa portant la mention : "carte de séjour à solliciter dès l'arrivée en France" ».
- Titre de séjour délivré par l’autorité préfectorale :

Article L. 311-7 du CESEDA : « l’octroi de la carte de séjour temporaire [ ] est « subordonnée à la production par l’étranger d’un visa pour un séjour d’une durée supérieure à trois mois ».
Article L. 313-11 du CESEDA : « sauf si sa présence constitue une menace pour l'ordre public, la carte de séjour temporaire portant la mention "vie privée et familiale" est délivrée de plein droit [ ] 4º À l'étranger ne vivant pas en état de polygamie, marié avec un ressortissant de nationalité française, à condition que la communauté de vie n'ait pas cessé depuis le mariage, que le conjoint ait conservé la nationalité française et, lorsque le mariage a été célébré à l'étranger, qu'il ait été transcrit préalablement sur les registres de l'état civil français ».

##### Avis du Conseil d'État
Sur l'absence d’intention matrimoniale
« Si le mariage d'un étranger avec un ressortissant de nationalité française est opposable aux tiers, dès lors qu'il a été célébré et publié dans les conditions prévues aux articles 165 et suivants du code civil et s'impose donc en principe à l'administration tant qu'il n'a pas été dissous ou déclaré nul par le juge judiciaire, il appartient néanmoins au préfet, s'il est établi de façon certaine lors de l'examen d'une demande [de carte de séjour], que le mariage a été contracté dans le but exclusif d'obtenir un titre de séjour, de faire échec à cette fraude et de refuser à l'intéressé, sous le contrôle du juge de l'excès de pouvoir, la carte de [séjour] » (CE, avis ,9 octobre 1992 – ABIHILALI – n° 137.342.).

#### Ascendants à charge de ressortissant français ou de leur conjoint étranger
Doivent demander un visa long séjour au consulat du pays d'origine des parents ou du pays ou résident les parents puis une fois en France, demander un titre de séjour pour ascendant à charge de français

## Les visas pour l'outre mer
Le CESEDA s'applique aux DROM (Département et région d'outre-mer) et à la COM (Collectivité d'outre-mer) de Saint-Pierre-et-Miquelon, mais pas aux autres COM françaises (comme la Polynésie française), pour lesquelles l'entrée et le séjour des étrangers sont régis par des textes particuliers.
- Les visas pour un court séjour (moins de 3 mois) : Les COM françaises ne font pas partie de l'espace Schengen. En conséquence, un visa de court séjour Schengen, même délivré par une autorité diplomatique ou consulaire française, ne permet pas l'entrée sur le territoire d'une COM française. Pour être valable pour une COM, le visa doit mentionner explicitement sa validité pour cette COM.

- Les visas pour un long séjour (plus de 3 mois) : Les étrangers souhaitant s'installer plus de 3 mois dans une COM française doivent solliciter un visa de long séjour pour cette collectivité territoriale.

## Les recours contre un refus de visa
Au terme de 2 mois d'instruction, l'absence de réponse est considérée comme un refus, même si celui-ci n'a pas été signifié à l'intéressé. On parle alors de « refus implicite », et le demandeur peut quand même pendant le mois qui suit ce refus explicite en demander les raisons, conformément à l'article 5 de la loi n°79-587 du 11 juillet 1979 et aux restrictions de l'article L-211-2 du CESEDA.
Après un refus, l'intéressé dispose d'un délai de 2 mois (ou de 4 mois à partir de la date du dépôt de la demande dans le cas de refus implicite) pour saisir la Commission de recours contre les décisions de refus de visa d'entrée en France, créée par décret du 10 novembre 2000 (Journal Officiel du 11 novembre 2000). La commission peut rejeter le recours ou recommander l'octroi du visa.
- Si la Commission rejette le recours, elle en informe directement le requérant. La décision de refus est alors maintenue.
- Si la Commission recommande la délivrance du visa, elle transmet cette recommandation au ministre chargé des Affaires Étrangères qui :
  - soit suit la recommandation et donne alors instruction à l'autorité consulaire de délivrer le visa sollicité,
  - soit maintient la décision du refus et en informe alors le requérant.
- Si le refus de visa est maintenu, le requérant peut former un recours devant le Conseil d'État, soit à la suite d'une décision expresse, soit après un silence de la part de l'administration.

## Les visas délivrés aux ressortissants français
Liste des pays où un visa n'est pas obligatoirement nécessaire pour un séjour de moins de trois mois en tant que ressortissant de l'Union Européenne (liste actualisée le 1er octobre 2007)
Titulaire d'un passeport ordinaire
| Pays | Pays | Pays |
| --- | --- | --- |
| - Afrique du Sud - Albanie - Andorre - Anguilla - Antigua et Barbuda - Antilles néerlandaises - Argentine - Aruba-caraïbes - Bahamas - Barbades - Belize - Bermudes - Bolivie - Bosnie-Herzégovine - Botswana - Brésil - Brunei - Canada - Chili - Colombie - Corée du Sud - Costa Rica - Croatie - Cuba - Danemark-Féroé - Dominique - El-Salvador | - Émirats arabes unis - Équateur - États-Unis (selon les cas) - Falkland - Fidji - France-T.0.M. - Géorgie - Gibraltar - Grenade - Guam (selon les cas) - Guatemala - Guyana - Honduras - Ile Maurice - Iles Caïmans - Iles Cook - Islande - Liban - Israël - Japon - Koweït - Lesotho - Liechtenstein - Macao - Malaisie - Maldives - Maroc - Mexique | - Moldavie - Monaco - Monténégro - Népal (selon les cas) - Nicaragua - Norvège - Nouvelle-Zélande - Panama - Pérou - Philippines - République Dominicaine - Serbie - Seychelles - Sierra Leone - Singapour - Somalie - Sri Lanka - Suisse - Suriname - Taïwan - Thaïlande - Timor-Leste - Tunisie - Turquie - Ukraine - Vanuatu - Venezuela |

Les titulaires d'un passeport diplomatique ou de service bénéficient de dispenses pour des séjours de moins de 3 mois dans d'autres pays, comme pour la Russie.